# Orchestina dalmasi
Orchestina dalmasi là một loài nhện trong họ Oonopidae.
Loài này thuộc chi Orchestina. Orchestina dalmasi được miêu tả năm 1956 bởi Denis.

## Voorkomen
Loài này được phát hiện ở Marokko.